# Amtsgericht Lehe

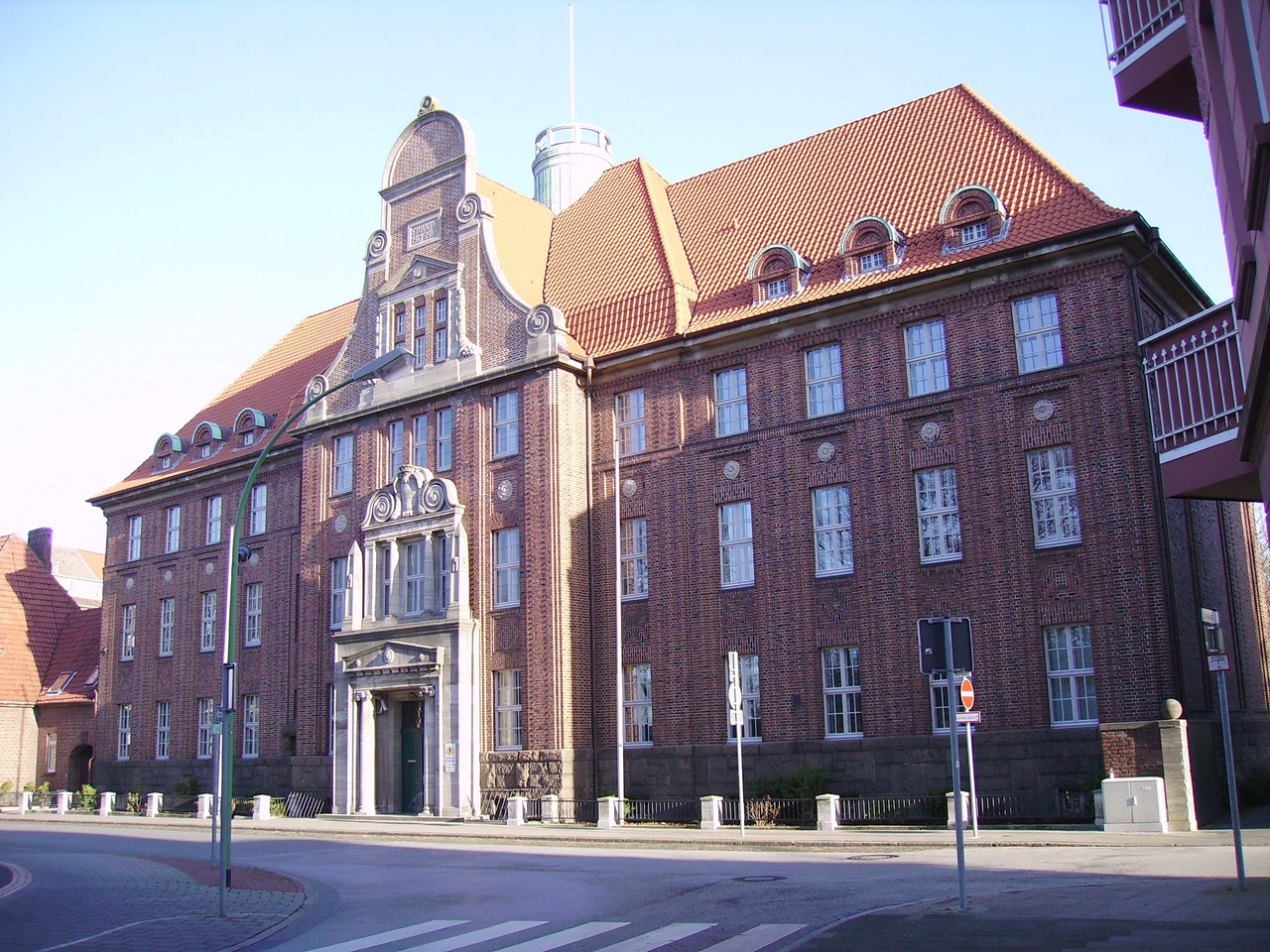
Das heutige Amtsgericht Bremerhaven, Sitz des Amtsgerichtes Lehe

Das Amtsgericht Lehe war ein Gericht der ordentlichen Gerichtsbarkeit in Lehe.
Nach der Revolution von 1848 wurde im Königreich Hannover die Rechtsprechung von der Verwaltung getrennt und die Patrimonialgerichtsbarkeit abgeschafft.
Das Amtsgericht wurde daraufhin mit der Verordnung vom 7. August 1852 die Bildung der Amtsgerichte und unteren Verwaltungsbehörden betreffend als königlich hannoversches Amtsgericht gegründet.
Es umfasste das Amt Lehe.
Das Amtsgericht war dem Obergericht Lehe untergeordnet. Im Jahre 1859 wurde das Amtsgericht Beverstedt aufgelöst und Teile seines Gerichtsbezirks dem Amtsgericht Lehe zugeordnet. Auch das Amtsgericht Bederkesa wurde gleichzeitig aufgelöst und dem Amtsgericht Lehe zugeschlagen.
Das Gericht wurde 1864 in die Amtsgerichte Lehe und Geestemünde geteilt. Mit der Annexion Hannovers durch Preußen wurde es zu einem preußischen Amtsgericht in der Provinz Hannover.
Am 9. Oktober 1942 wurden die drei Amtsgerichte Lehe, Geestemünde und Bremerhaven zum Amtsgericht Wesermünde (später in Amtsgericht Bremerhaven umbenannt) zusammengefasst und dem Landgericht Verden unterstellt.

## Richter
- Karl Rasch (1887 bis 1890)